# Liberty (álbum)
Liberty  é o sexto álbum de estúdio do grupo Duran Duran, lançado mundialmente em 1990. 

## Faixas
1. "Violence Of Summer (Love's Taking Over)" – 4:22
2. "Liberty" – 5:01
3. "Hothead" – 3:31
4. "Serious" – 4:21
5. "All Along The Water" – 3:50
6. "My Antarctica" – 5:01
7. "First Impression" – 5:28
8. "Read My Lips" – 4:30
9. "Can You Deal With It" – 3:47
10. "Venice Drowning" – 5:13
11. "Downtown" – 5:23

## Singles
1. "Violence of Summer (Love's Taking Over)" (Julho de 1990)
2. "Serious" (Outubro de 1990)

## Paradas
Álbum
| Ano  | Parada musical | Posição |
| ---- | -------------- | ------- |
| 1990 | Billboard 200  | 46      |
| 1990 | UK Albums      | 8       |

## Formação
- Simon Le Bon - Vocal
- Nick Rhodes - Teclado
- John Taylor - Baixo
- Warren Cuccurullo - Guitarra
- Sterling Campbell - Bateria